# Michael M. Gilday

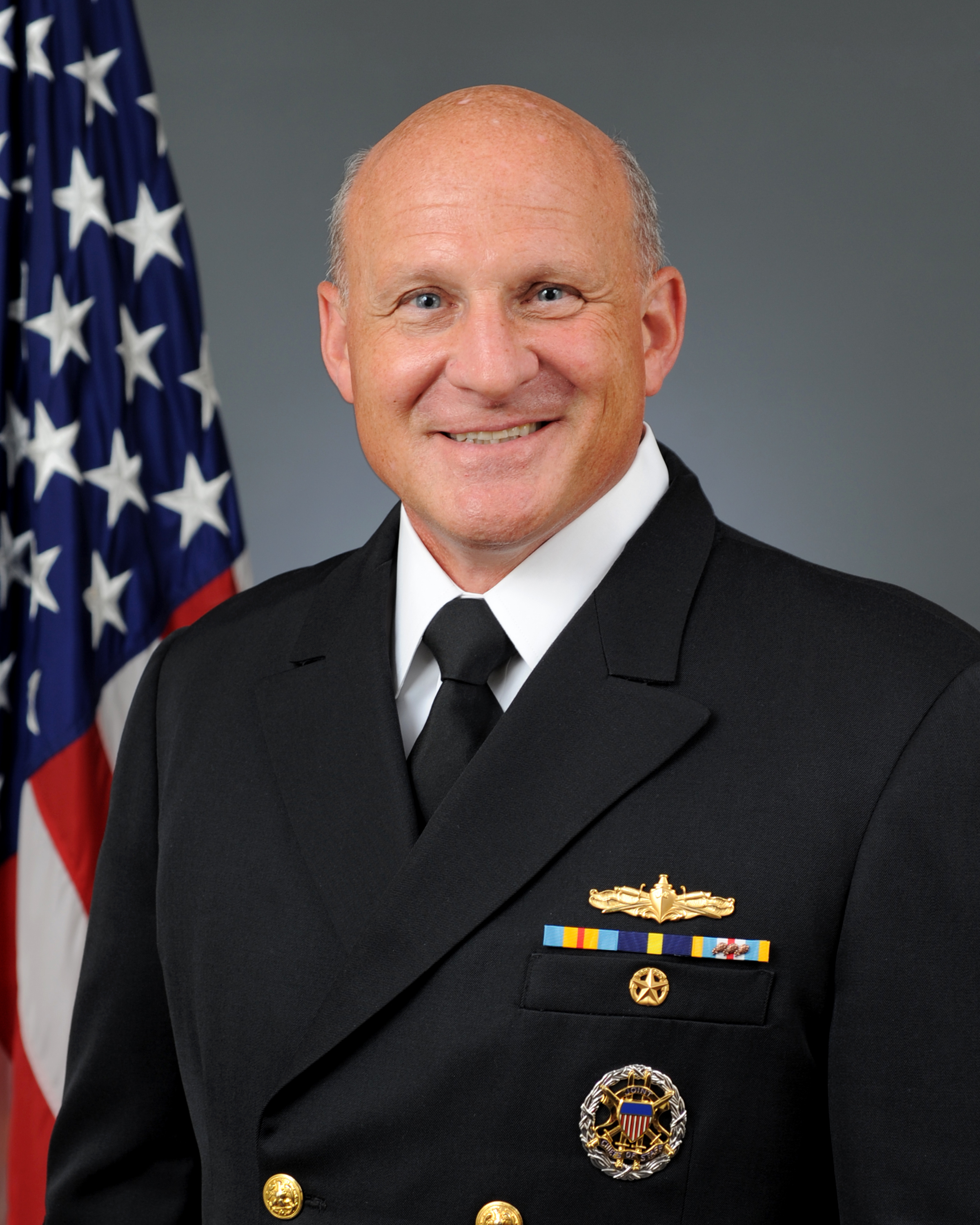
Michael M. Gilday (2019)

Michael M. Gilday, auch Michael Martin Gilday, (* 10. Oktober 1962 in Lowell) ist ein pensionierter US-amerikanischer Admiral. Vor seinem Ruhestand war er Chief of Naval Operations (CNO) und war damit der ranghöchste Offizier der United States Navy.

## Biografie
Gilday absolvierte bis 1985 die United States Naval Academy. Er schloss die Harvard Kennedy School und in späteren Jahren das National War College ab. Er diente zunächst auf dem Zerstörer Chandler und dem Lenkwaffenkreuzer Princeton. Später kommandierte er die Zerstörer Higgins und Benfold. Es folgten Kommandos über die Destroyer Squadron 7 und die Carrier Strike Group 8. Er diente dann in verschiedenen Stäben. Er war Director of Operations im Allied Joint Force Command Lisbon und Director of Operations im United States Cyber Command von 2014 bis 2016. Von 2016 bis 2018 war er Kommandant der Tenth Fleet und Fleet Cyber Command. Von 2018 bis 2019 Director for Operations of the Joint Staff.
Am 22. August 2019 wurde er Chief of Naval Operations.
Am 10. August 2020 machte Gilday Lauftraining auf dem Stützpunkt Washington Navy Yard, als er sich krank fühlte. Etwa zwei Wochen später wurde er wegen einer Vorerkrankung am Herzen operiert. Am 28. September nahm er seine Arbeit wieder voll auf.
Im August 2023 endete Gildays vierjährige Amtszeit als CNO und er trat in den Ruhestand. Lisa Marie Franchetti übernahm seinen Posten als erste Frau.

## Auszeichnungen
- Navy Distinguished Service Medal
- Defense Superior Service Medal
- Legion of Merit
- Bronze Star Medal
- Meritorious Service Medal
- Navy & Marine Corps Commendation Medal
- Navy & Marine Corps Achievement Medal